# Bonnemaisoniales
Bonnemaisoniales Feldmann & Feldmann, 1942, segundo o sistema de classificação de Hwan Su Yoon et al. (2006), é o nome botânico de uma ordem de algas vermelhas pluricelulares da classe Florideophyceae, subfilo Rhodophytina.

## Táxons inferiores
Família 1: Bonnemaisoniaceae Schmitz in Engler, 1892
Gêneros: Asparagopsis, Bonnemaisonia,  Delisea, Leptophyllis, Pleuroblepharidella, Ptilonia
Família 2: Naccariaceae Kylin, 1928
Gêneros:  Ardissonea, Atractophora, Naccaria, Reticulocaulis